# Epitymbia
Epitymbia là một chi bướm đêm thuộc phân họ Tortricinae của họ Tortricidae.

## Các loài
- Epitymbia alaudana Meyrick, 1881
- Epitymbia apatela Horak & Common, 1985
- Epitymbia cosmota (Meyrick, 1887)
- Epitymbia dialepta Horak & Common, 1985
- Epitymbia eudrosa (Turner, 1916)
- Epitymbia eutypa (Turner, 1925)
- Epitymbia isoscelana (Meyrick, 1881)
- Epitymbia passalotana (Meyrick, 1881)
- Epitymbia scotinopa (Lower, 1902)